# Miss Universe Slovenije 2013
Miss Universe Slovenije 2013 je bilo lepotno tekmovanje, ki je potekalo 22. septembra 2013 v Grand hotelu Portorož.
Bilo je 10 finalistk.Tekmovalke so se predstavile v dnevnih oblačilih, kopalkah in večernih oblačilih.
Prireditev je prvič vodila Kaly Kolonić. Prvikrat jo je organiziral novi lastnik licence, hrvaški poslovnež Vladimir Kraljević.
Po nastopu na svetovnem izboru v Moskvi je Nina Đurđević zaradi laganja o študiju medicine v Mariboru in Berlinu izgubila naslov. Nova miss je tako postala Sara Savnik, ki je dobila zagrebško štipendijo.

### Uvrstitve in nagrade
- zmagovalka in miss fotogeničnosti Nina Đurđević, 22 let, Maribor, 20.000 evrov za štiriletni študij na Zagrebški šoli ekonomije in managementa (ZŠEM).
- 1. spremljevalka Sara Savnik, 23 let, Ajdovščina
- 2. spremljevalka Nataša Naneva, 26 let, Kranj
- miss simpatičnosti Barbara Lipej, 22 let, Škofja Vas

### Žirija
Sestavljali so jo Gimmi Baldinini (oblikovalec čevljev), dr. Duško Žgaljardić (estetski kirurg), dr. Maja Martinović (prodekanica zagrebške šole za ekonomijo in menedžmenta za diplomske študije in profesorica marketinga), Meira Hot (podžupanja občine Piran), Aleks Čeh (direktor prodaje Liffe Class Hotels & Spa), Paško Dodić (lastnik Zlatarne Dodić in snovalec tiare) in Vladimir Kraljević (lastnik licence za Miss Universe Hrvaške in Slovenije).

### Glasbeni gostje
Peli so Manuella Brečko, Goran Karan, Marie Masle in Game Over.